# Tele Radio Monte Kronio
Tele Radio Monte Kronio, talvolta abbreviato in RMK, è una rete televisiva e radiofonica di Sciacca. In passato ha anche trasmesso i programmi a pagamento di Pay tv Italian Network e di Sat 2000.

## Storia
L'emittente radiofonica nasce il 16 luglio 1976 a Sciacca per iniziativa di Gino Ciaccio, Aurelio Curreri, Enzo Gruppuso, Gaspare Gulino, Fino Montalbano, Carmelo Murmura, Gianni Piro, Giovanni Pocchi e Mario Raineri ed irradia i suoi programmi dai 102,62 MHz con un trasmettitore autocostruito.
Nel 1979 viene confermata la prima sede in Via Boccone del Povero, 10. La sede si trova nella periferia della città, nella zona in prossimità della collina Monte San Calogero, chiamato anche Monte Kronio. Da questa ultima denominazione trarrà spunto invece quella del canale radio (Radio Monte Kronio, o RMK) e poi quello televisivo (Tele Radio Monte Kronio, o RMK TV).
Il 4 febbraio 1980 nasce Tele Radio Monte Kronio, imponendosi come prima rete televisiva della città di Sciacca (la concorrente Tele Radio Sciacca nascerà il 6 settembre dello stesso anno).
Fra i mezzi utilizzati all'epoca vi furono una videocamera Philips in bianco e nero e una titolatrice costituita da una lavagnetta metallica e da lettere calamitate. Cominciarono così le programmazioni televisive e dunque la messa in onda di spettacoli canori, quiz televisivi, telefilm, cartoni animati e soprattutto del notiziario locale (chiamato allora Telesera).
Alla fine degli anni '80 l'azienda si stabilisce nell'attuale sede nel quartiere Perriera in Via delle Dalie, 23.
Una breve sintesi della storia, corredato da repertorio visivo, è disponibile nell'archivio Youtube dell'emittente, precisamente nel servizio del notiziario del 4 febbraio 2020, data in cui RMK TV compie 40 anni.
A causa dell'alluvione abbattutasi nel territorio di Sciacca nella notte tra il 10 e l'11 novembre 2021, i dispositivi di trasmissione dell'emittente sono andati distrutti. Dall'11 fino al 14 novembre i palinsesti di RMK e  RMK 24H NEWS vengono sospesi; il notiziario quotidiano viene trasmesso tramite i social network ufficiali.

## Canali tv
Oltre alla stazione radio, l'emittente conta del canale televisivo RMK TV HD, registrato sul LCN 80.
Prima del 2 maggio 2022 l'offerta televisiva era composta da due canali:
- RMK TV, registrato sul LCN 115;
- RMK 24h NEWS, registrato sul LCN 645 con repliche del primo canale e notiziario in differita di un'ora.

Il canale tv è stato interessato negli anni '90 e 2000 dall'affiliazione al circuito Sat 2000 (Tv di ispirazione cristiana) e Magic Tv (video musicali). Attualmente, invece, l'emittente trasmette la trasmissione Salus Tv, programma di informazione scientifica e sanitaria prodotto da Adnkronos Salute, e il notiziario TG Ambiente, contenitore di notizie eco-ambientali dal mondo prodotto dall'agenzia DIRE.
La programmazione autoprodotta si concentra maggiormente sul notiziario pomeridiano e sulle sue repliche e su programmi nella maggior parte autoprodotti.
Dal palinstesto attuale  sono da segnalare i seguenti talk show e gli spazi di approfondimento:
- L'Ospite, dove la conduttrice Maria Genuardi intervista le personalità della vita saccense occasionalmente dall'abitazione dell'intervistato;
- Vesper, talk show d'approfondimento condotto dal giornalista Massimo D'Antoni che proporrà, insieme a vari ospiti, un dibattito che verte sugli argomenti vissuti nel momento dalla cittadinanza. Una sua "variante" è Vesper al Cinema, dove il dibattito non si svolgerà all'interno degli studi televisivi, bensì nelle sale del cinema Badia Grande di Sciacca.

Molto significativa è poi in termini di ascolto la diretta prestata in merito alle edizioni del Carnevale cittadino.